# Roelos de Sayago
Roelos de Sayago est une municipalité espagnole de la communauté autonome de Castille-et-León et de la province de Zamora. En 2015, elle compte 178 habitants.

## Source
- (es) Cet article est partiellement ou en totalité issu de l’article de Wikipédia en espagnol intitulé « Roelos de Sayago » (voir la liste des auteurs).